# 維加拉鄉

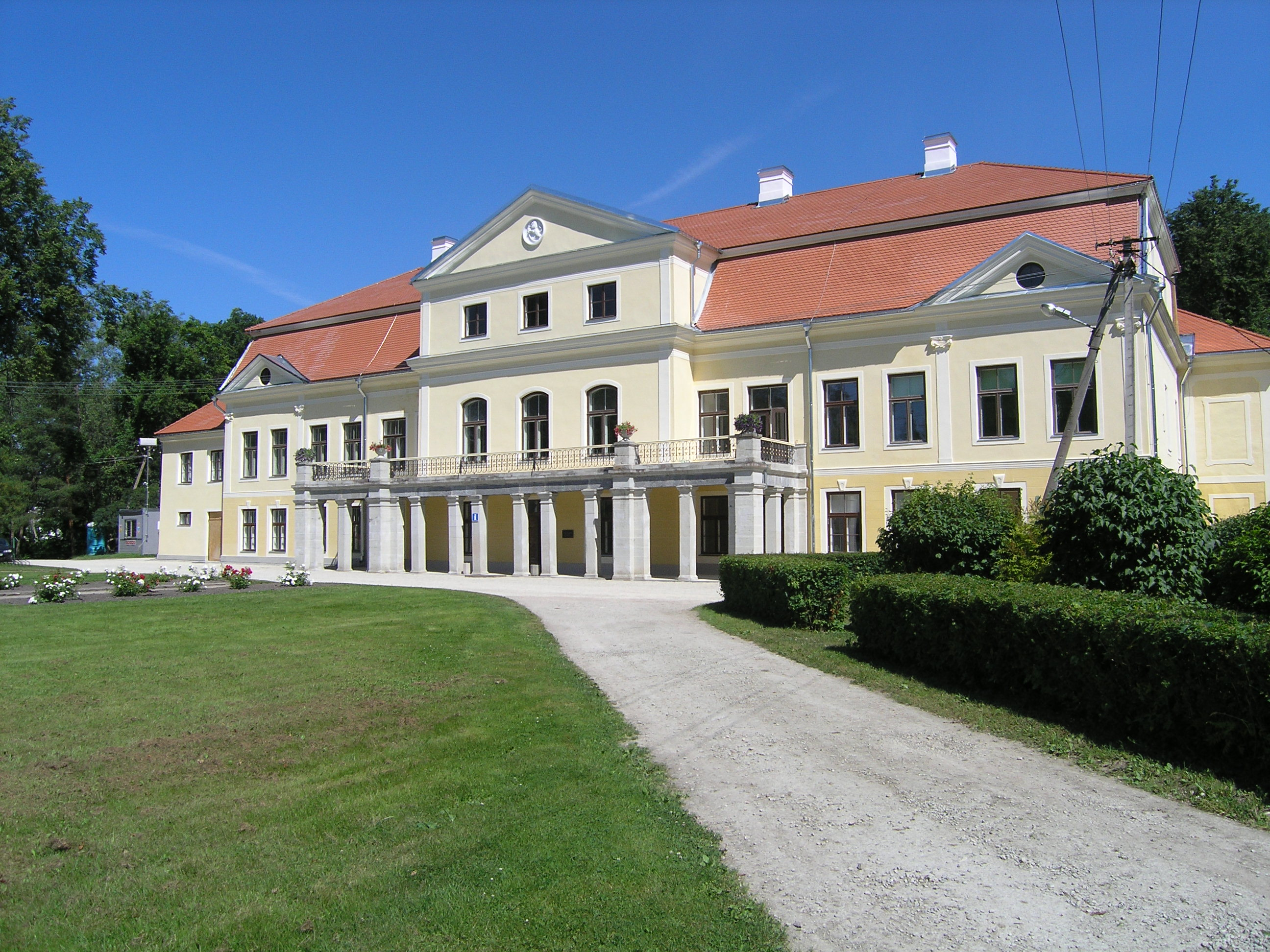
庄园建筑

維加拉鄉，曾是愛沙尼亞拉普拉縣的一個鄉村型市镇，位於該國西部，行政中心設於基維-維加拉，面積270平方公里，2010年人口1,507，人口密度每平方公里6人。
2017年爱沙尼亚行政改革后，維加拉市镇和原迈尔亚马市镇合并为新的迈尔亚马市镇。
58°43′N 24°23′E / 58.717°N 24.383°E